# Constanza de Sicilia y Carintia
Constanza de Sicilia y Carintia (1324 - 22 de octubre de 1355) fue una princesa siciliana que gobernó Sicilia como regente de su hermano, el rey Luis «el Niño». Era hija del rey Pedro II y su mujer, Isabel de Carintia.

## Biografía
Constanza nació como parte de la Casa de Aragón en 1324, Su padre murió en 1342, cuando su hermano pequeño Luis, heredero del mismo, era menor de edad, por lo que su tío, Juan de Randazzo, duque de Atenas y Neopatria actuó como regente entre 1342 y 1348, fecha de su muerte. A la muerte del regente Juan, la nueva regente fue la reina madre Isabel de Carintia, que murió igualmente en 1352, por lo que Constanza de Sicilia y Carintia se convirtió en la regente del Reino de Sicilia, pues Luis aún contaba con 15 años.
Su regencia estuvo fuertemente marcada por un conflicto interno entre facciones nobles, provocada por la designación de Blasco II de Alagón como regente por Juan de Randazzo, que no fue bien recibido ni reconocido por la nobleza autóctona, y las consecuencias de la reciente Peste negra que aún asolaba el territorio. En 1355, el propio Luis I, con tan sólo 17 años de edad, murió a causa de la peste negra el 16 de octubre en el Castillo de Aci, a donde se había desplazado la corte intentando huir de la epidemia. El 22 de octubre, Constanza de Sicilia y Carintia seguiría la misma suerte que su hermano, muriendo de peste negra en el cargo de regente sin haberse llegado a desposar.
La posición de regente de Sicilia fue ocupada por su hermana Eufemia de Aragón y Sicilia de 1357 a 1359.
Algunas fuentes apuntan a que fue abadesa de la Abadía de Santa Clara de Mesina antes de ser nombrada regente de Sicilia a la muerte de su madre.